# 殷栗线
殷栗線（朝鲜语：／ Ŭnryul sŏn */?）是朝鮮民主主義人民共和國的一條鐵道線路，站點為黄海北道的沙里院青年站到黄海南道的铁矿站，本路线的前身为長淵線的一部分。

## 路线概况
- 距离：
- 车站数：20
- 轨距：1435mm
- 电气化区间：无
- 复线区间：无